# Аналитические языки
Аналити́ческие языки́ — языки, в которых грамматические отношения имеют тенденцию к передаче в основном через синтаксис, то есть через отдельные служебные слова (предлоги, модальные глаголы и т. п.), через фиксированный порядок слов, контекст или интонационные вариации, а не через словоизменение с помощью зависимых морфем (окончаний, суффиксов, приставок и т. д.). Другими словами, синтетический способ выражения отношений между словами заключается в рамки одной морфемы, являющейся частью одного слова, а в аналитических языках эти отношения выносятся за пределы словоформ, то есть происходит специализация и разделение труда между грамматически значимыми служебными словами (предлоги, вспомогательные глаголы) и лексически значимыми единицами, которые остаются неизменными по форме или меняются слабо. Если язык изолирующий (только одна морфема на слово), то он по определению будет «предельно аналитическим» (но не все аналитические языки изолирующие: флексии сохраняются, к примеру, в современном английском). К языкам с хорошо выраженной тенденцией к аналитизму традиционно относятся африкаанс, английский, нидерландский, новоперсидский и болгарский языки. При этом предки всех этих языков носили хорошо задокументированный флективный характер. Ярко выраженная тенденция к аналитизму проявляется во всех романских языках, включая французский, который представляет её наиболее полно, демонстрируя наибольший контраст по сравнению с флективной латынью.

## Особенности формирования
Термин «аналитический» обычно используется в относительном, а не в абсолютном смысле. Например, английский язык имеет меньше флексий (внутренняя флексия), чем большинство индоевропейских языков (глаголы в английском могут иметь до 5 форм, существительные — до 3), и поэтому его часто называют аналитическим, хотя в «традиционных» аналитических (полностью изолирующих) языках обычно нет флексий вообще. Таким образом, деление языков на аналитические и синтетические обычно проводят на основе той или иной преобладающей языковой тенденции в развитии данного конкретного языка. Другими словами, в отличие от изолирующих языков, которые предстают в таком виде с самых первых письменных памятников, аналитические языки за довольно короткий период времени, а иногда в пределах нескольких поколений прошли или проходят быстрый путь разрушения флексий. Причины распада флексий часто кроются как во внутриязыковых процессах (например в стремлении к упрощению громоздких флективных форм классической латыни в народно-латинском языке), так и в иноязычном влиянии, когда в многоязычной среде у билингвов проявляется стремление к упрощению грамматики одного или нескольких языков для облегчения коммуникации. Подтверждением последней теории является крайняя морфологическая бедность практически всех креольских языков мира.
В ходе эволюции исконно синтетических языков аналитические тенденции могут по-разному затрагивать различные части речи: например, в языках романской группы аналитизму в целом более подвержены классы существительныx и прилагательных, а в германских языках — глаголы.

## Тенденции
Многие неиндоевропейские языки в настоящее время движутся от аналитического строя к синтетическому, то есть аналитизация не является неким универсальным финальным процессом, свойственным всем языкам, но с разной степенью интенсивности. В. В. Иванов отмечает, например, что древнекитайский представлял собой язык синтетический, а современный китайский при его аналитизме постепенно начинает восстанавливать элементы синтетизма. Дальнейший прогресс синтетичности в виде увеличения числа падежей наблюдается и в без того достаточно синтетических финно-угорских языках. Б. Комри говорит о росте синтетизма в баскском. В индоевропейском литовском языке под влиянием финно-угорского субстрата в историческое время развились иллатив, аллатив и адессив. Цикличность процессов языкового строя наиболее интересно проявляется в индийских языках, в которых за хронологически короткий отрезок длиной немногим более двух тысячелетий произошёл циклический процесс перехода от синтетического строя к аналитическому и обратно.

## Индекс аналитизма
Американский лингвист Дж. Гринберг ввел индекс синтеза, который вычисляется по формуле M/W, где M является количеством морфов в отрезке текста, а W (от англ. word — «слово») — количество речевых слов в этом же тексте. К преимущественно аналитическим относят языки с величиной индекса ниже 2.

## Языковые особенности аналитизма

### Длина слова
В связи с упадком флексий аналитические языки имеют тенденцию к сокращению количества слогов в словe: если в русском среднестатистическое слово состоит из 2,3 слога, то в несколько более аналитичном немецком она опускается до 1,6 слога, в ещё более аналитичном французском уже только 1,5 слога, в английском лишь 1,34 слога в среднем. В результате в англоязычных странах оформился даже своеобразный пласт детской литературы, где используются практически только односложные слова. В китайском, где флексий нет вообще, каждое слово состоит обычно из одного слога и двух или трёх первичных фонем.

### Словообразование
Аналитические тенденции в словообразовании проявляются двумя основными способами. Функции падежей в германских языках берет на себя словосложение корней существительных, где первый корень играет роль прилагательного. При этом современное словосложение приобретает сложные многокомпонентные формы (нем. Schneeballschlacht — игра в снежки), а также активно вовлeкает другие части речи (англ. walk-in closet — гардеробная комната). Помимо этого, распространен также и особый притяжательный суффикс -s/'s. В романских языках словосложение малоупотребимо и корни-существительные образуют новые семантические лексемы с помощью скрепляющих их латинских предлогов de и а (исп. reloj de pulsera — наручные часы). В китайском языке распространено как словосложение, так и особая притяжательная частица дъ (的), узус которой почти идентичен английскому -'s. Большинство слов в современном китайском (官话) является составным, двухморфемным, однако всё шире распространяются 3- и даже четырёхморфемные слова, отражающие новые жизненные реалии.

### Количество слов
Однако сокращение длины слова в языках с тенденцией к аналитизму означает также и рост количества слов для выражения одинаковых мыслей: так, для передачи идентичного смысла в английском переводе требуется примерно на 10 % слов больше, чем в его более синтетическом армянском эквиваленте. Объясняется это тем, что в английских текстах служебные слова достигают более трети всех единиц, а в армянских — лишь одну четверть (Саркисян, 2002, с. 5). Л. Вайсгербер в книге «О картине мира немецкого языка» приводит похожий пример для другой пары языков, ареалы которых граничат друг с другом: при переводе немецких стихов на французский язык перевод содержит в среднем на 11 % больше слов, чем его немецкий оригинал. Происходит это потому, что французский язык, где падежные флексии существительных и артиклей полностью угасли, применяет большее количество служебных слов. Функции генитива и датива в нём давно взяли на себя предлоги de(s) и а(ux); а многочисленные немецкие сложносоставные слова заменяются словосочетаниями, скреплёнными теми же предлогами de и а(ux): Eisenbahn > chemin de fer.

### Порядок слов
Порядок слов в предложении, равно как и во фразах, в аналитических языках обычно довольно строго регламентирован. За подлежащим обычно следует сказуемое, а за ним — дополнение. Определения следуют либо строго после определяемого (как в романских), либо строго перед ним (как в германских или в китайском языке). Романские языки имеют целый набор правил для порядка клитик и прочих перемежающихся с ними служебных слов и частиц.
Китайский язык, ввиду полного отсутствия лиц, чисел, падежей и прочих флексий, как правило, имеет строго прямой порядок слов, в котором определения (и разного рода частицы) следуют строго за определяемым, за исключением случаев словосложения корней существительных.
| 我 | 所有   | 的                     | 朋友       | 都  | 要     | 吃   | 鸡     | 蛋      |
| wǒ | suǒyǒu | de                     | péngyou    | dōu | yào    | chī  | jī     | dàn     |
| Я  | все    | притяжательная частица | приятел(и) | все | хотеть | есть | курица | яйцо(а) |

Все мои друзья хотят есть куриные яйца.
Прямой порядок слов наблюдается в английской художественной литературе примерно в 80 % случаев, в русской этот показатель падает до 59 %, а в украинской лишь 53 % предложений строятся по прямой модели. Кроме этого, опущение местоименного подлежащего, столь распространённое в латыни и до сих пор сохраняющееся в большинстве современных романских языков, уже невозможно во французском языке, где процесс отмирания флексий глаголов зашёл уже слишком далеко. То же самое относится и к английскому языку. Вместе с тем, в китайском языке и в романских часто наблюдается эмфатическая реприза дополнений, выходящих на первое место в предложении, что не встречается в германских языках. Пример: El libro no lo he leido (Книгу я не читал). Для сравнения, в английском возможно лишь I have not read the book" (Я не читал книгу).

### Число
Во многих аналитических языках наблюдается упадок категории числа существительных, прилагательных, глаголов. Наиболее наглядным примером является китайский язык, где число передаётся лексически. Примеры: 一天 yī tiān «один день», 三天 sān tiān «три дня» (букв. «три день»); 一個男孩 yī ge nánhái «один мальчик» (букв. «один [количество] мужчина-ребёнок»), 四個男孩 sì ge nánhái «четыре мальчика» (букв. «4 [количество] мужчина-ребёнок»); 多课 (duō kè) много занятий (букв. много занятие).
Во французском языке категория числа у большинства существительных и прилагательных утрачена в устной речи (но не на письме): un jour > les jours. И в той, и в другой сфере число передаётся с помощью артиклей, а также лексически (plusieurs/deux/trois jours). В родственном французскому мегленорумынском языке существительные, оканчивающиеся на -p, -b, -f, -v, -ț, -z, -č, -š, -j, -ľ, -i̯, -ń, -r и ударную гласную, также не различают форм числа (число помогают разграничивать артикли, имеющие множественную форму, либо лексика с количественным значением). По такой жe модели аналитизм развивается и во многих диалектах испанского языка (карибском, рио-платском), где дебуккализация конечного маркёра мн. числа -s привела к его отмиранию в устной речи: число существительных и прилагательных ныне передают либо артикли, либо лексические единицы (числительные или количественные наречия).

## Примеры
Наименьший индекс флективности Гринберг получил для вьетнамского языка: 1,06 (на 100 слов 106 морфов). Уровень аналитизма английского составил 1,68. К аналитическим относятся китайский, болгарский, персидский, итальянский, испанский, португальский, французский, датский языки и др.

### Германские языки
По развитию глагольного аналитизма среди индоевропейских языков лидерами являются германские языки.
Этот показатель достигается в основном за счёт рекордно низкого уровня синтетизма глаголов в африкаанс (0,2) и английском (0,5). По своему грамматическому строю язык африкаанс является одним из наиболее аналитических индоевропейских языков, поскольку в процессе его развития всего за два столетия морфология подверглась радикальнейшему упрощению, хотя его фонетика остаётся весьма сложной. Похожий путь нарастающего аналитизма прошли и родственные африкаансу нидерландский и английский языки, а также некоторые немецкие диалекты (языковой консерватизм предотвратил полный распад флексий в литературном немецком языке). Вместе с тем исландский язык сохраняет высокий уровень синтетизма.

### Славянские языки
В славянских языках тенденции к аналитизму в целом выражены довольно слабо. Исключение составляют южнославянские языки, что объясняется влиянием иноязыковых систем и активными межъязыковыми контактами в рамках балканского языкового союза.
Индекс аналитизма русского языка колеблется от 1 до 3, но в среднем составляет от 2,33 до 2,45.

#### Болгарский язык
Болгарский считается единственным аналитическим славянским языком, что позволяет изучать процесс развития сравнительного аналитизма на его примере. Вначале его падежи начали редуцироваться и терять свою звуковую уникальность, что в конце концов нивелировало различие между флексиями в живой речи. Наиболее стихийным этот процесс был в XII—XVI веках. Немалую роль в этом процессе играл и упадок болгарской письменности за более чем 4 столетия турецкого ига, в течение которого устный язык был не обременён консервативными письменными традициями старославянского языка. На первом этапе с падежами в среднеболгарском языке начали ассоциироваться определённые предлоги. Со временем необходимость в самом падеже отпалa вовсе. Упадок падежных парадигм при параллельном росте значимости предлогов и артиклей являются главными признаками аналитизма. Ср.: русск. капли росы при болг. капки от роса (букв. капли от роса). В конце концов предлоги сами стали вполне ясно разграничивать значения, взяв на себя функцию падежей.
В начале XX века формы вин. падежа муж. р. типа чакам г-на Симеонова или подарявам книгата на Ивана Петрова активно заменяются на беспадежные чакам г-н Симеонов и подарявам книгата на Иван Петров по причине того, что так легче различать род и пол: напр.: уважавам Валентина Георгиева и уважавам Валентин Георгиев.
Наиболее легко подвержены распаду флексий существительные. Как и в романских языках, этот процесс несколько запаздывает у местоимений, которые всегда сохраняют флективные формы дольше, чем существительные. При этом, опять же, в современной устной болгарской речи рост аналитизма налицо и в этой категории слов, даже притом что с позиции современного литературного языка следующие примеры классифицируются как ошибки. Пример: «На кой се обаждаш?» (вместо литературной падежной конструкции «На кого се обаждаш?»), "«Аз ми се струва» (вместо «На мен ми се струва»), «Той го няма» (вместо «Него го няма»).
Будущее время также полностью аналитично и образуется с помощью неизменяемой вспомогательной частицы ще.

### Романские языки
Романские языки характеризуются довольно ранним началом развития аналитических тенденций, как в плане распада флексий у существительных, так и в плане развития богатого спектра аналитических времён и разного рода перифрастических конструкций у глаголов. Аналитическая по своей сути конструкция буд. времени по модели AMARE+HABEO появилась ещё в народной латыни поздней империи, хотя тогда аналитические тенденции были ещё не столь ярко выражены. В отличие от криптогендерных германских языков, свою устойчивость сохраняет категория рода, основывающаяся (как и в славянских) на звуках в окончании слова, хотя и она подверглась упрощению (в большинстве языков латинский средний род перераспредилился между женским и мужским). В испанском языке радикальному упрощению подверглась не только морфология существительных, но и фонетика языка в целом. При этом богатство личных флексий сохраняется в системе спряжения глаголов, к которой добавился целый спектр новых аналитических конструкций со вспомогательными глаголами HABER, TENER QUE и перифразами IR A, ACABAR DE, PONER A.

#### Французский язык
Наиболее полно эти аналитические тенденции представлены в современном французском языке. Однако его особенностью является сохранение существенного разрыва между устным языком (где аналитизм достиг своего апогея) и письменной нормой (где консервативные традиции сохраняют различные флективные маркёры вроде «немых» окончаний -s и -х для обозначения флексии мн. числа, которое в устном языке потеряло флективную оформленность). Важную роль для передачи отношений между словами теперь играют не окончания, а порядок слов в предложении и предлоги а, de, pour, а также вспомогательные слова (je sais pas) и артикли (le loup > les loups). Личные флексии глагола сильно редуцированы в устной речи (но не на письме). Большое число омофонов ([sɛ̃]: saint, sain, sein, ceint, seing) во французском языке делает контекст особенно важным в устной французской речи, а традиционную орфографию — в письменной. В устном французском языке слово, вырванное из контекста, не имеет не только практически никаких грамматических свойств, но также зачастую лишено и семантики.
Однако, в отличие от английского языка и африкаанс, аналитизм которых тяготеет к классическому изолирующему строю, аналитические тенденции во французском и других романских языках носят совершенно иной характер — они развиваются в сторону аналитического полисинтетизма, при котором всё предложение представляет собой единый фонетико-синтаксический поток: il y est allé («Он ушёл туда») /i.ljɛ.ta.le/, исп. Dímelo tú «скажи мне это сам». Полисинтетические конструкции могут идти вразрез с общей тенденцией к фрагментарнoму аналитизму, что наиболее наглядно демонстрируют французские и итальянские адвербиальные местоимения (en/ne и y/ci), однако сохраняющееся в испанском этимологически родственное ende малоупотребимо.